# Jalen Thomas Brooks
Jalen Thomas Brooks, född 11 oktober 2001 i Las Vegas i Nevada, är en amerikansk skådespelare. Han är känd för att spela rollen som Sean i ABC-serien Rebel och Blaise i TNT-serien Animal Kingdom. Han spelar för närvarande rollen som Colton Davidson i The CW-serien Walker.
Brooks kommer under hösten 2023 att medverka i den Eli Roth-regisserade skräck/slasherfilmen Thanksgiving. Filmen kommer att ha biopremiär den 17 november 2023.

## Filmografi (i urval)

### Film
- 2023 – Thanksgiving

### TV
- 2019 – Supergirl (TV-serie)
- 2020 – Henry Danger (TV-serie)
- 2021 – Rebel (TV-serie)
- 2021 – Animal Kingdom (TV-serie)
- 2021 – Walker (TV-serie)